# Drammen (Tettsted)
Drammen ist ein Tettsted und eine Stadt in den norwegischen Kommunen Drammen, Lier, Øvre Eiker, Asker und Holmestrand. Der Großteil des Tettsteds liegt in der Provinz (Fylke) Buskerud, dessen Verwaltungssitz die Stadt ist. Kleinere Teilen gehören zu den Fylkern Akershus und Vestfold. Die Stadt hat insgesamt 124.540 Einwohner (Stand: 1. Januar 2024).

## Geographie und Einwohner

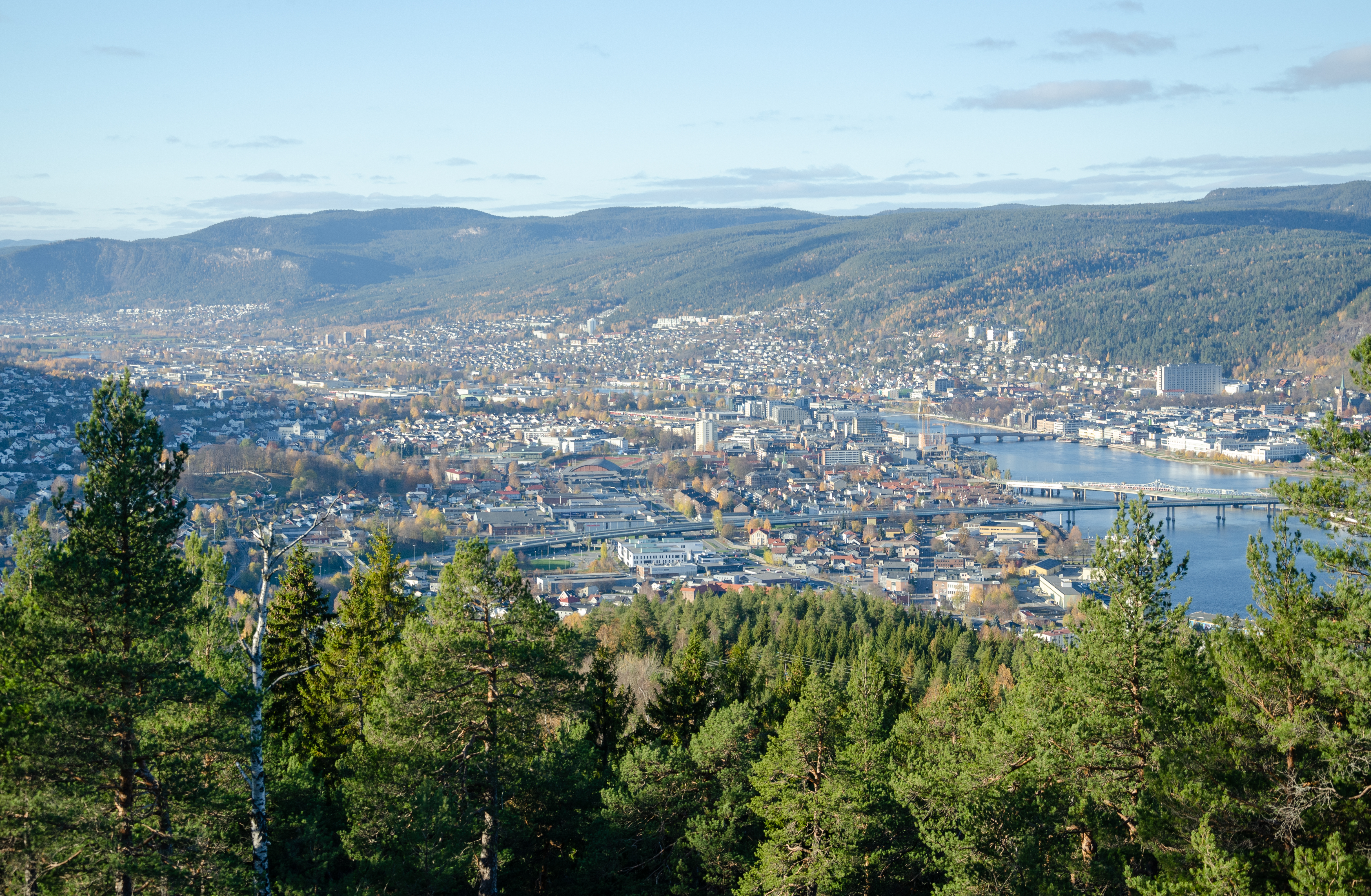
Blick auf die Stadt Drammen

Drammen ist ein sogenannter Tettsted, also eine Ansiedlung, die für statistische Zwecke als eine städtische Siedlung gewertet wird. Der Tettsted verteilt sich über die fünf Kommunen Drammen, Lier, Øvre Eiker, Asker und Holmestrand. Die Stadt Drammen gehört zur Metropolregion Oslo (Stor-Oslo). Oslo liegt rund 40 Kilometer weiter nordöstlich.
Das Stadtzentrum von Drammen liegt in der Kommune Drammen an der Mündung der Drammenselva in den Drammensfjord, einem westlichen Arm des Oslofjords. Im Mündungsgebiet liegt die Insel Holmen. Von der Mündung aus breitet sich die Stadt hauptsächlich Richtung Westen entlang der Drammenselva aus und reicht im Westen bis in die Nachbarkommune Øvre Eiker hinein. Richtung Nordosten dehnt sich die Stadt vom Stadtzentrum bis in die Kommunen Lier und Asker aus. Ein kleiner Teil des Tettsteds liegt in der südlichen Nachbarkommune Holmestrand.
Die acht Stadtteile von Drammen sind Austad/Fjell, Bragernes, Gulskogen, Konnerud, Skoger, Strømsø/Danvik, Tangen/Åskollen und Åssiden. Beide Uferseiten der Drammenselva sind über mehrere Brücken miteinander verbunden.
| Kommune     | Fylke    | Einwohner des Tettsteds 1. Januar 2024 | Einwohner der Kommune 1. Januar 2025 | Fläche des Tettsteds 1. Januar 2024 | Fläche der Kommune 1. Januar 2025 |
| ----------- | -------- | -------------------------------------- | ------------------------------------ | ----------------------------------- | --------------------------------- |
| Drammen     | Buskerud | 95.770                                 | 105.452                              | 35,38 km²                           | 317,61 km²                        |
| Lier        | Buskerud | 14.009                                 | 28.642                               | 8,74 km²                            | 301,83 km²                        |
| Øvre Eiker  | Buskerud | 9975                                   | 20.861                               | 6,5 km²                             | 456,76 km²                        |
| Asker       | Akershus | 4228                                   | 100.492                              | 2,07 km²                            | 376,61 km²                        |
| Holmestrand | Vestfold | 558                                    | 27.005                               | 0,28 km²                            | 432,35 km²                        |
| Gesamt      | –        | 124.540                                | –                                    | 52,96 km²                           | –                                 |

## Geschichte
Grundlage für die Entwicklung der Stadt Drammen lieferte die Flößerei, die auf der Drammenselva und ihren Zuflüssen stattfand. Die Flößerei entlang der Drammenselva wird erstmals in einem Brief, der auf den 17. Juni 1340 datiert ist, erwähnt. Im 13. Jahrhundert waren im Mündungsgebiet bereits beide Uferseiten der Drammenselva besiedelt. An den Wasserfällen in der Gegend wurden Sägewerke erbaut. Der Hafen von Drammen war im 16. Jahrhundert der für den Holzhandel wichtigste Hafen Norwegens. Im Jahr 1715 erhielten Bragernes und Strømsø, heute Stadtteile von Drammen, jeweils Stadtrechte (Kjøpstad). Im Jahr 1811 wurden die beiden Städte zur Stadt Drammen zusammengelegt. Als im Jahr 1837 die lokale Selbstverwaltung in Norwegen eingeführt wurde, wurde Drammen eine eigenständige Kommune. Mit der Zeit wurden andere Kommunen ganz oder teilweise eingemeindet.
Gegen Ende des 19. Jahrhunderts nahm die Bedeutung der Holzbearbeitung im Vergleich zum reinen Holzhandel zu. Der Aufschwung der Holzbearbeitungsbetriebe führte zur wirtschaftlichen Hochzeit Drammens, die von rund 1900 bis 1920 andauerte. Anschließend ging die wirtschaftliche Bedeutung des Holzes in der Region zurück. In den 1970er-Jahren gab es schließlich fast keine holzverarbeitenden Betriebe entlang der Drammenselva mehr.
Heute wird der Hafen in Drammen kaum noch für die Verschiffung von Holz verwendet. Stattdessen entwickelte sich der Hafen zum wichtigsten Hafen für den Autoimport in Norwegen. Um den Hafen herum liegen mehrere Industriegebiete.
Drammen ist Verwaltungssitz des Fylkes Buskerud.

## Verkehr

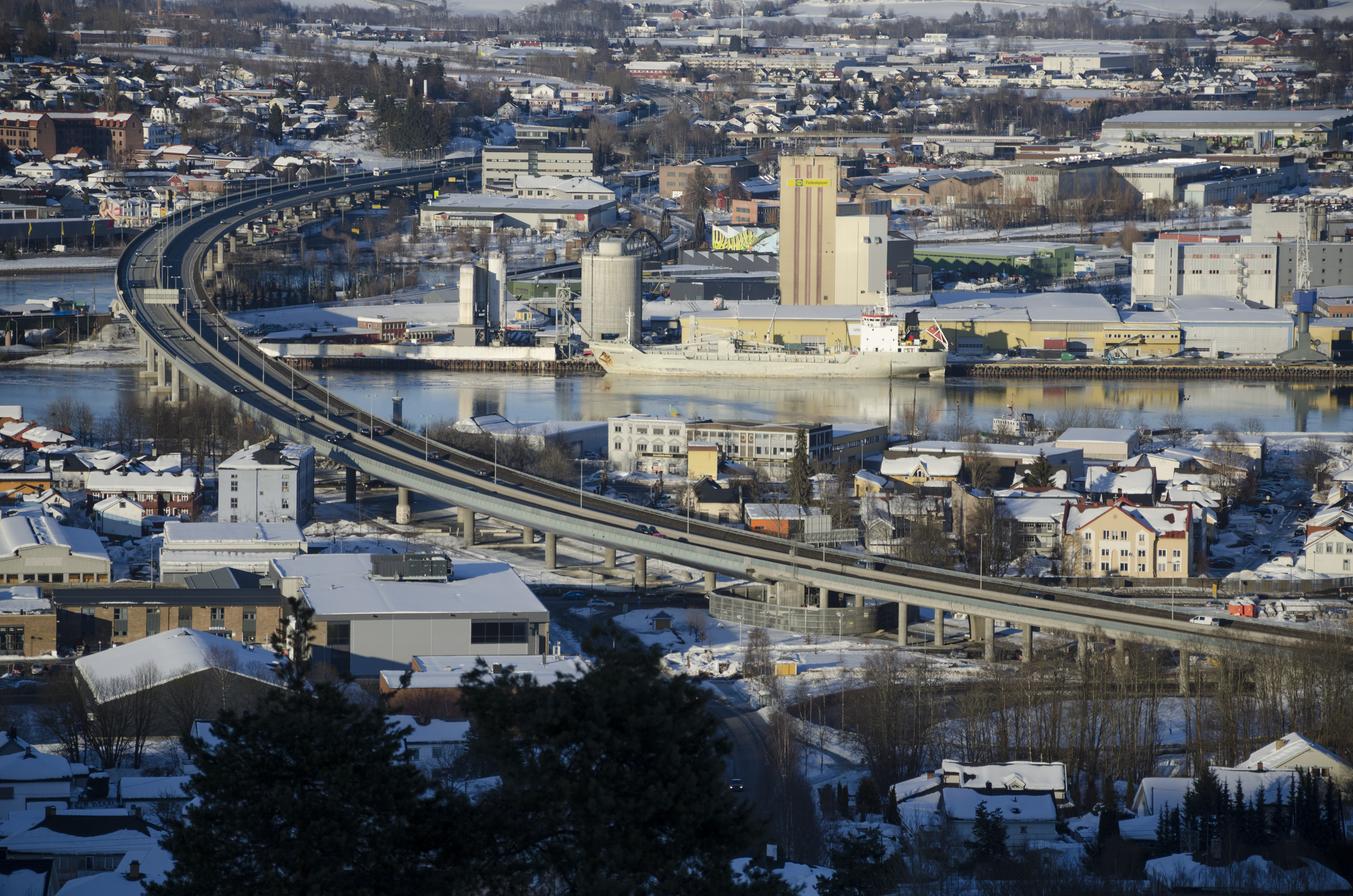
Blick auf die Drammensbrua

Die Stadt Drammen ist ein bedeutender Verkehrsknotenpunkt in der Region, in dem mehrere größere Straßen und Eisenbahnverbindungen aufeinander treffen. Die Europastraße 18 (E18) führt in Nord-Süd-Richtung und die Europastraße 134 (E134, auch bekannt als Haukelivegen) in Ost-West-Richtung durch die Stadt. Die E18 stellt Richtung Nordosten die Verbindung nach Oslo und Richtung Südwesten unter anderem nach Porsgrunn/Skien her. Die E134 führt nach Hokksund in den Westen, bevor sie in den Süden abknickt und unter anderem nach Kongsberg führt. In Ost-Richtung führt sie auf die andere Seite des Oslofjords. Die E18-Brücke Drammensbrua ist mit einer Länge von insgesamt 1892 Metern die längste Straßenbrücke Norwegens. Die Autobahnbrücke wurde von 1973 bis 1975 erbaut und im Jahr 2007 auf vier Spuren erweitert.
Seit 1866 hat Drammen einen Bahnhof. Er liegt rund 42 Kilometer vom Osloer Hauptbahnhof Oslo S entfernt. Die Bahnlinie Drammenbanen stellt die Verbindung zwischen Oslo und Drammen her. Mit der Bahnlinie Vestfoldbanen wird von Drammen aus Skien angesteuert. Die Randsfjordbanen führt von Drammen zunächst in den Westen nach Hokksund, einem weiteren Knotenpunkt, und von dort weiter in den Norden. Insgesamt sind von Drammen aus mit der Eisenbahn zahlreiche Städte in Südnorwegen wie Stavanger, Kristiansand, Arendal, Bergen, Skien, Oslo, Lillehammer, Hamar, Eidsvoll und Kongsberg zu erreichen.

## Kirchen und Sehenswürdigkeiten
In der Stadt Drammen liegen mehrere Kirchen, unter anderem die Bragernes kirke, die Strømsø kirke und die Åssiden kirke. Die Bragernes kirke im Stadtteil Bragernes, nördlich der Drammenselva, wurde im Jahr 1871 fertiggestellt. Sie wurde im neugotischen Stil erbaut und hat rund 850 Sitzplätze. Die Strømsø kirke wurde im Jahr 1667 eingeweiht. Die Holzkirche mit kreuzförmigem Grundriss verfügt über rund 900 Sitzplätze.
Das Theater von Drammen (Drammens Teater) ist in einem Gebäude untergebracht, das vom schwedischen Architekten Emil Victor Langlet entworfen und 1870 fertiggestellt wurde. Langlet war auch für den Entwurf des Stortingsgebäudes in Oslo verantwortlich. Im Jahr 1993 brannte das Theater ab. Nach dem Wiederaufbau wurde es im Jahr 1997 neu eröffnet. Das Rathaus von Drammen wurde im Jahr 1871 erbaut.

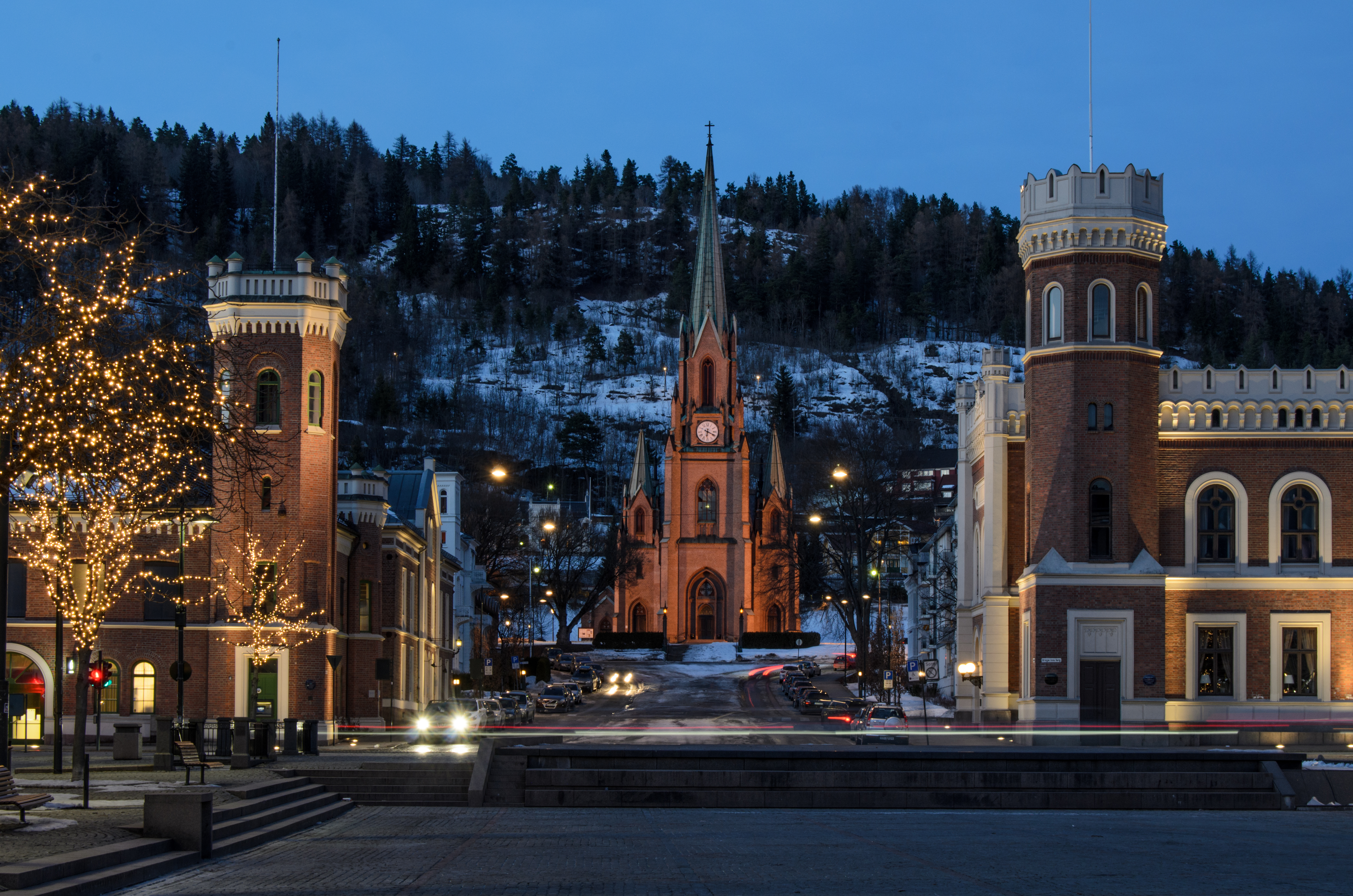
Bragernes kirke und das Rathaus
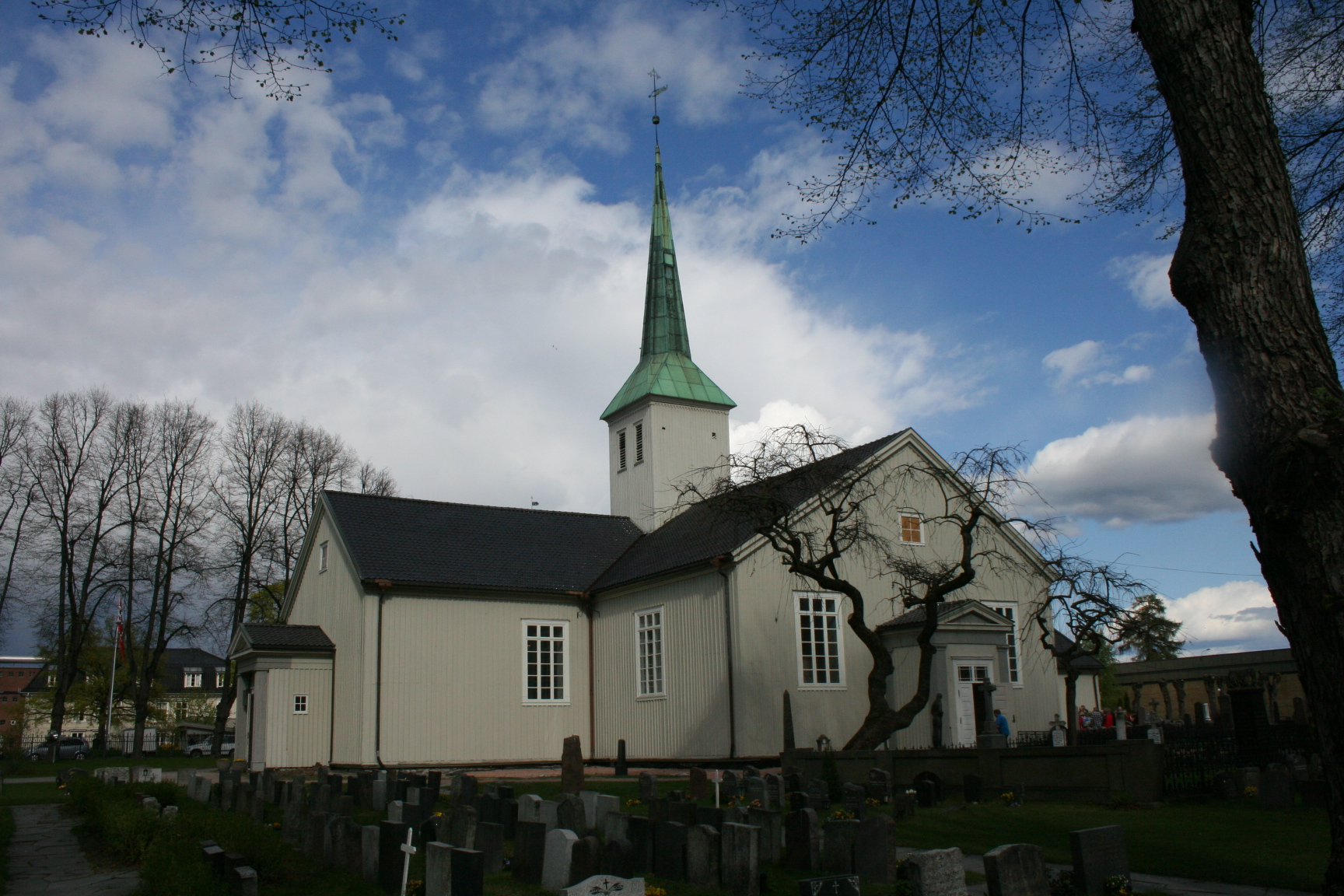
Strømsø kirke
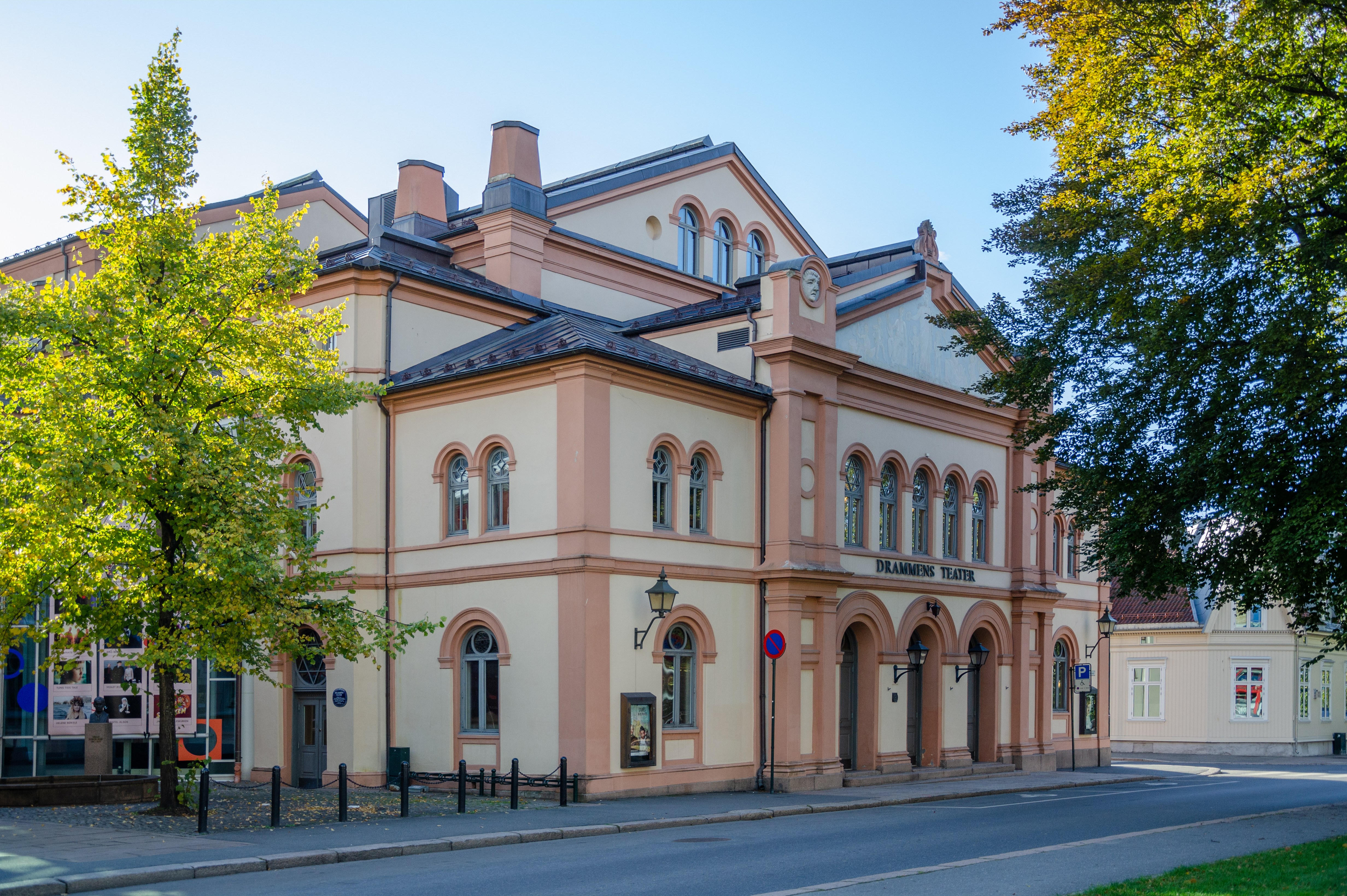
Theater in Drammen

## Name
Der Name der Stadt leitet sich vom altnordischen Namen Drafn ab. Dieser Name wurde ursprünglich für den inneren Abschnitt des Drammensfjords genutzt, der in mittelalterlichen Quellen noch als See angesehen wird. Der Name Drafn wiederum stammt möglicherweise von Drǫfn ab, dem altnordischen Namen der Drammenselva. Erst nachdem Bragernes und Strømsø als Städte heranwuchsen, begann man damit, die beiden Orte gemeinsam als Drammen zu bezeichnen. Im Jahr 1811 wurde Drammen der neue Name der Stadt, die aus der Fusionierung von Bragernes und Strømsø entstand.
Die Einwohner der Stadt werden Drammensar oder Drammenser genannt.

## Persönlichkeiten
Bekannte in Drammen geborene Personen sind unter anderem der Biathlet und Olympiasieger Ole Einar Bjørndalen sowie die beiden ehemaligen norwegischen Ministerpräsidenten Thorbjørn Jagland und Lars Korvald.